# A Night in Tunisia (Album)

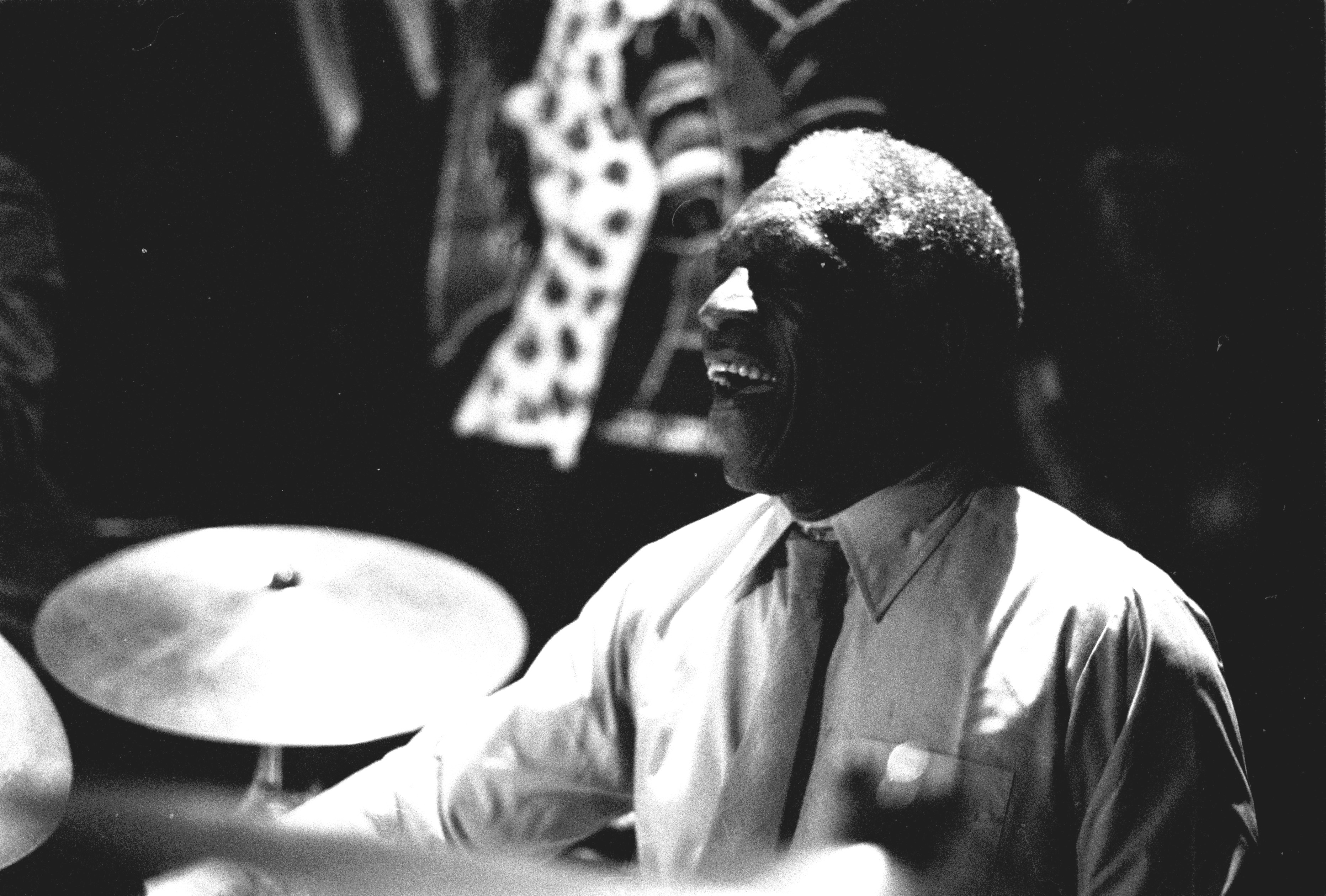
Art Blakey bei einem Konzert 1985

A Night in Tunisia ist ein Jazz-Album von Art Blakey mit seinen Jazz Messengers. Es wurde am 7. und 14. August 1960 im Studio von Rudy Van Gelder in Englewood Cliffs, New Jersey aufgenommen und im selben Jahr von Blue Note Records veröffentlicht. Es handelt sich um das zweite Album, das Blakey unter diesem Titel veröffentlichte: Bereits 1957 hatte er ein Album namens A Night in Tunisia für RCA Bluebird aufgenommen.

## Das Album
Nach den Vorgängeralben Africaine (November 1959) und The Big Beat (das im März 1960 entstand) war es das dritte Album der Jazz Messengers mit dem jungen Tenorsaxophonisten Wayne Shorter, der Benny Golson abgelöst hatte. Die Quintett-Besetzung der Messengers bestand 1960 außerdem aus Lee Morgan (Trompete), Bobby Timmons (Piano), Jymie Merritt (Kontrabass) und dem Bandleader Art Blakey am Schlagzeug.
Das Album beginnt mit dem Titelstück, einer elfminütigen Version von Dizzy Gillespies Komposition A Night in Tunisia, die hier durch das polyrhythmische Spiel Blakeys geprägt wird; der Bandleader beginnt mit einem über einminütigen Solo, lediglich begleitet vom Bassisten Jymie Merritt. Dann stellen die Bläser das Tunisia-Thema vor, bevor Shorter in sein Solo einsteigt. Nach Morgans Solo und einer kurzen Vorstellung des Bassisten steigt Art Blakey nach fünf Minuten in ein ausgedehntes Trommel-Solo ein, das lediglich von Bassläufen und der Perkussion der übrigen Bandmitglieder begleitet ist. Nach kurzem Themenspiel der Bläser (7:52) folgt eine Passage, in der das musikalische Geschehen wechselt; die Rhythmusgruppe setzt aus, Morgan und Shorter haben Gelegenheit für kurze unbegleitete Soli; Blakey setzt bei Morgans Solo kurze Akzente mit Call and Response-artigen Einwürfen und Morgan läutet mit dem Thema den Schluss ein.
Gillespies Stück gehörte schon seit fünf Jahren zum Live-Repertoire der Messengers; „es ist eine ganz wunderbare Sache mit diesem Stück“, äußerte sich der Bandleader, „es ist einfach so, dass das Stück so anregend ist und wir es genießen, es zu spielen, und die Leute mögen es. Wir spielen es jede Nacht, aber ist nie gleich.“ Blakey hatte auch mit seinen verschiedenen Messengers-Ausgaben schon mehrere Versionen des Titels eingespielt, so 1954 auf A Night at Birdland mit Clifford Brown, Lou Donaldson und Horace Silver sowie als Titelstück seines RCA-Albums von 1957 mit einer Bläser-frontline aus Bill Hardman, Jackie McLean und Johnny Griffin.
Konventioneller und im mittleren Tempo swingend ist die folgende Shorter-Komposition Sincerely Diana angelegt, die Shorter Blakeys Frau Diana widmete. Nach Morgans Spiel hat Timmons ein Solo, bevor Blakey eine Trommeleinlage bietet. Themenspiel der Bläser und ein fade out des Pianisten beenden das Stück. Bobby Timmons’ So Tired ist ein Thema in typischem Soul-Jazz Stil der Periode, wie es mit Timmons/Blakey assoziiert wird. Solisten sind Shorter, Morgan und Timmons. Auch dieses Stück wurde wieder mit Timmons’ Spiel ausgeblendet. In der gleichen Woche nahm ihn Timmons unter eigenem Namen für Riverside auf.
Der Titel von Lee Morgans ruhig angelegter Komposition Yama (japanisch Berg) bezieht sich auf den Beginn des Geburtsnamens von Morgans Ehefrau Yamamoto. Yama habe „ein ruhig vor sich hin schaukelndes Blues-gefärbtes Arrangement.“ Der ebenfalls von Lee Morgan stammende Kozo’s Waltz bezieht sich im Titel erneut auf die Herkunft seiner Frau (japanisch Kind).
Es folgen zwei weitere Stücke, die ebenfalls bei der ersten Session am 7. August entstanden sind, aber nicht in die Original-LP (BLP 4049) aufgenommen wurden, When Your Lover Has Gone, einer der seltenen Standards der Messengers, und eine Alternativversion von Shorters Sincerely Diana, zu der Bob Blumenthal anmerkte, sie zeige im Vergleich zur Master-Version ein eher durchschnittliches Solo Blakeys, während die ausgewählte Version die eindrucksvollste sei; aber auch Shorters exzellentes Solo könne den Ausschlag für die Entscheidung gegeben haben.

## Bewertung des Albums
Der Kritiker Bob Blumenthal lobte das Album bei der Neuausgabe des Albums in der Rudy Van Gelder-Edition (2004) und hob besonders die Version des Titelstücks hervor, die gegenüber seinen Vorgängern von 1954 und 1957 „etwas ganz Besonderes“ sei. Die Interpretation sei „durch die Einleitung des Afro-Latin-Perkussions-Ensembles im Schnellgang“ dargeboten; nach Shorters zweitem Chorus würden „die Dinge wirklich explodieren“ und Morgan „spiele mit wahrem Feuereifer.“ Der Autor fühlt sich angesichts des Grooves, den die Perkussionisten und Bassist Merritt bei Blakey Hauptsolo schaffen, an dessen Aufnahmen Orgy in Rhythm vom März 1957 erinnert. Beeindruckend seien auch die extravaganten Codas von Morgan und Shorter am Schluss.

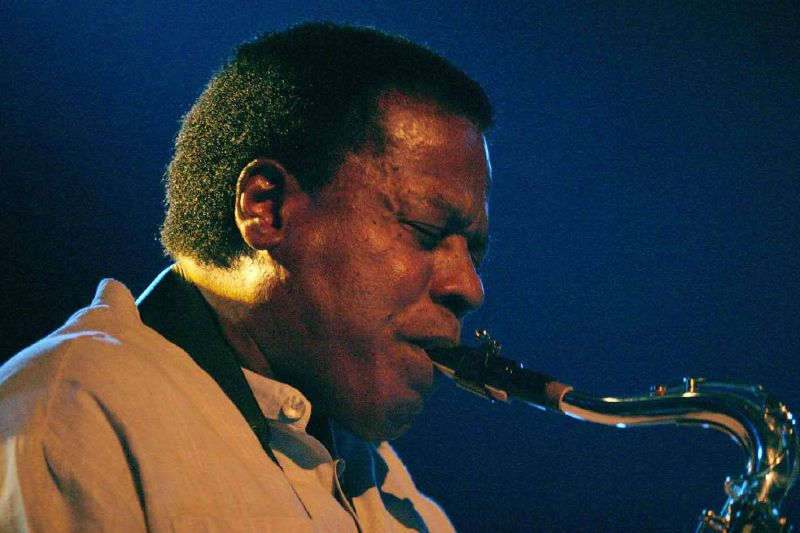
Wayne Shorter

In den Original-Liner Notes hob die Kritikerin Barbara J. Gardner hervor, das Album sei „erstklassiges Beispiel für Blakeys Streben, junge Talente herauszustellen, die hier (bis auf das Titelstück) in ihren Kompositionen und Arrangements ihr Talent zeigen konnten.“
Im Allmusic bewertete Scott Yanow das Album mit vier Sternen und schränkte ein, dass das lange Titelstück „den Rest des Programms überschatte“, das jedoch „eines der aufregendsten Versionen“ sei, die je von Dizzy Gillespies Nummer aufgenommen worden seien. Lee Morgan, der damals noch Anfang 20 war, Wayne Shorter, Bobby Timmons und Jymie Merritt bildeten eine der stärksten der vielen Ausgaben der Jazz Messengers.
Richard Cook und Brian Morton betonen in ihrer Besprechung des Albums, das sie mit der höchsten Bewertung auszeichneten, das Album A Night in Tunisia sei gegenüber den folgenden Werkens eines dauerhaften Favoriten ihres Œuvres. Neben der „Wildheit“ des Titelstück seien es insbesondere Shorters liebliches Sincerely Diana und die beiden „bezaubernden“ Morgan-Nummern Yama und Kozo’s Waltz, die für das Album sprechen würden.

## Titelliste
- Blue Note, BLP 4049, BST 84049, (LP)

Seite 1
1. A Night in Tunisia (D. Gillespie – F. Paparelli) – 11:11
2. Sincerely Diana (Wayne Shorter) – 6:47

Seite 2
3. So Tired (Bobby Timmons) – 6:36
4. Yama (Lee Morgan) – 6:20
5. Kozo’s Waltz (Lee Morgan) – 6:45
- Die Titel 2, 4, 6 und 7 wurden am 7. August, die Titel 1, 3 und 5 am 14. August 1960 aufgenommen.

CD-Reissue
- CDP 7 46532-2, CDP 7 84049-2

1. A Night in Tunisia (D. Gillespie – F. Paparelli) – 11:11
2. Sincerely Diana (Wayne Shorter) – 6:47
3. Sincerely Diana (alternative take, Wayne Shorter) – 6:51
4. So Tired (Bobby Timmons) – 6:36
5. Yama (Lee Morgan) – 6:20
6. Kozo’s Waltz (Lee Morgan) – 6:45
7. When Your Lover Has Gone (E.A. Swan) – 6:43

## Editorischer Hinweis
An den beiden Aufnahmetagen wurden noch die folgenden Titel eingespielt: Noise In The Attic, Sleeping Dancer Sleep On (7. August 1960), Giantis, Johnny’s Blues und Like Someone In Love (14. August 1960). Sie erschienen erst fünf Jahre später auf der Blue Note-LP Like Someone In Love (BLP 4245).